# Fontainea venosa
Fontainea venosa là một loài thực vật có hoa trong họ Đại kích. Loài này được Jessup & Guymer mô tả khoa học đầu tiên năm 1985.